# Wabarra caverna
Wabarra caverna là một loài nhện trong họ Amaurobiidae.
Loài này thuộc chi Wabarra. Wabarra caverna được Hugh Davies miêu tả năm 1996.